# Jim Magilton
Jim Magilton, né le 6 mai 1969 à Belfast (Irlande du Nord), est un footballeur nord-irlandais qui évoluait au poste de milieu de terrain et en équipe d'Irlande du Nord reconverti entraîneur.
Magilton a marqué cinq buts lors de ses cinquante-deux sélections avec l'équipe d'Irlande du Nord entre 1991 et 2002.

## En équipe nationale
- 52 sélections et 5 buts avec l'équipe d'Irlande du Nord entre 1991 et 2002.

## Palmarès

### Comme joueur
Liverpool FC
- Community Shield (1)
  - Vainqueur : 1990

### Comme entraîneur
Cliftonville FC
- Coupe d'Irlande du Nord de football (1)
  - Vainqueur : 2024.